# Christophorus Tri Harsono
Christophorus Tri Harsono (ur. 18 stycznia 1966 w Bogorze) – indonezyjski duchowny katolicki, biskup diecezjalny Purwokerto od 2018.

## Życiorys
Święcenia kapłańskie otrzymał 5 lutego 1995 i został inkardynowany do diecezji Bogor. Pracował głównie w seminariach w Bogorze i w Bandungu. W 2014 mianowany wikariuszem generalnym diecezji.
14 lipca 2018 papież Franciszek mianował go biskupem diecezjalnym Purwokerto. Sakry udzielił mu 16 października 2018 metropolita Semarang – arcybiskup Robertus Rubiyatmoko.